# Bergères-sous-Montmirail

Bergères-sous-Montmirail este o comună în departamentul Marne, Franța. În 2009 avea o populație de 138 de locuitori.